# Visayas
Visayas is een eilandengroep in het centrale deel van de Filipijnen. De twee andere eilandengroepen van het land zijn Luzon en Mindanao. De grootste eilanden van de Visayas zijn van west naar oost: Panay, Negros, Cebu, Bohol, Leyte en Samar.

## Geografie

### Bestuurlijke indeling
De Visayas zijn politiek onderverdeeld in 3 regio's, die weer in 17 provincies zijn onderverdeeld.

### Western Visayas (Region VI)
Western Visayas omvat het eiland Panay en de westelijke helft van Negros. De provincies in deze regio zijn:
- Aklan
- Antique
- Capiz
- Guimaras
- Iloilo
- Negros Occidental
- Palawan

### Central Visayas (Region VII)
Central Visayas omvat de eilanden Bohol, Cebu, de oostelijke helft van Negros, Siquijor en nog enkele kleinere eilanden. De provincies in deze regio zijn:
- Bohol
- Cebu (provincie)
- Negros Oriental
- Siquijor

### Eastern Visayas (Region VIII)
Eastern Visayas omvat de eilanden Biliran, Leyte, Samar en nog enkele kleinere eilanden. De provincies in deze regio zijn:
- Biliran
- Leyte
- Southern Leyte
- Eastern Samar
- Northern Samar
- Samar